# Cratere Boscovich

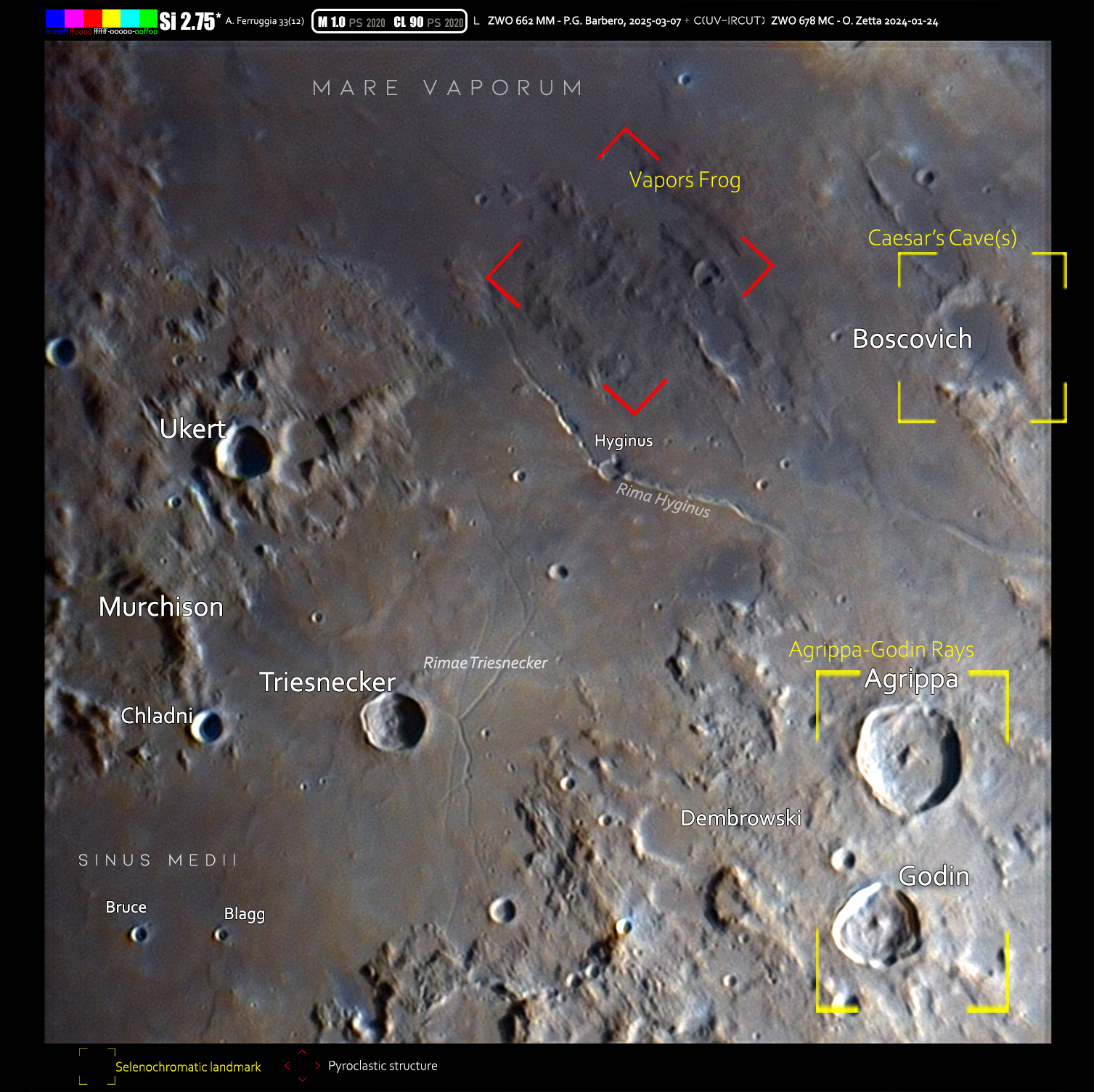
Il cratere (in alto a destra) con le strutture vicine in una Immagine Selenocromatica (Si)

Boscovich è un cratere lunare di 41,53 km situato nella parte nord-orientale della faccia visibile della Luna.
Il cratere è dedicato al matematico dalmata Ruggero Giuseppe Boscovich.

## Crateri correlati
Alcuni crateri minori situati in prossimità di Boscovich sono convenzionalmente identificati, sulle mappe lunari, attraverso una lettera associata al nome.
| Boscovich | Coordinate            | Diametro (in km) |
| --------- | --------------------- | ---------------- |
| A         | 9°27′36″N 12°37′48″E  | 5,83             |
| B         | 9°47′24″N 9°13′12″E   | 4,34             |
| C         | 8°28′12″N 11°57′36″E  | 3,06             |
| D         | 8°58′12″N 12°11′24″E  | 3,48             |
| E         | 9°01′48″N 12°43′12″E  | 19,77            |
| F         | 10°26′24″N 11°22′12″E | 4                |
| P         | 11°28′12″N 10°18′36″E | 64,82            |